# Mas Genís (Masarac)
Mas Genís és una masia del municipi de Masarac (Alt Empordà) inclosa en l'Inventari del Patrimoni Arquitectònic de Catalunya.

## Descripció
Situat al sud-est del nucli urbà de la població de Masarac, al vessant oriental de la serra del Montpedrós, a tocar la riera d'Anyet. S'hi accedeix pel camí que passa pel pla d'en Mitró des de la carretera del Priorat.
Masia formada per quatre grans cossos adossats, que li proporcionen una planta rectangular. Presenten les cobertes de teula de dues vessants i estan distribuïts en planta baixa i pis. La façana principal, orientada a migdia, presenta un cos rectangular adossat al davant cobert amb una terrassa al nivell del pis, des d'on es realitza l'accés a l'interior. La planta baixa està coberta amb dues voltes de mig punt, actualment reformades. Pel que fa a les obertures, a la planta baixa hi ha dos portals d'arc rebaixat, que donen accés als cossos destinats a magatzems i estables. Al pis, en canvi, les obertures són rectangulars i presenten els emmarcaments arrebossats. La resta de façanes també presenten obertures rectangulars, sense cap element destacable. El conjunt es completa amb altres edificis annexos de recent construcció i una tanca delimitadora de l'espai.
La construcció està bastida amb pedra desbastada de diverses mides i maons, lligat amb abundant morter de calç. La façana principal conserva restes del revestiment arrebossat original.